# Siranush Atoian

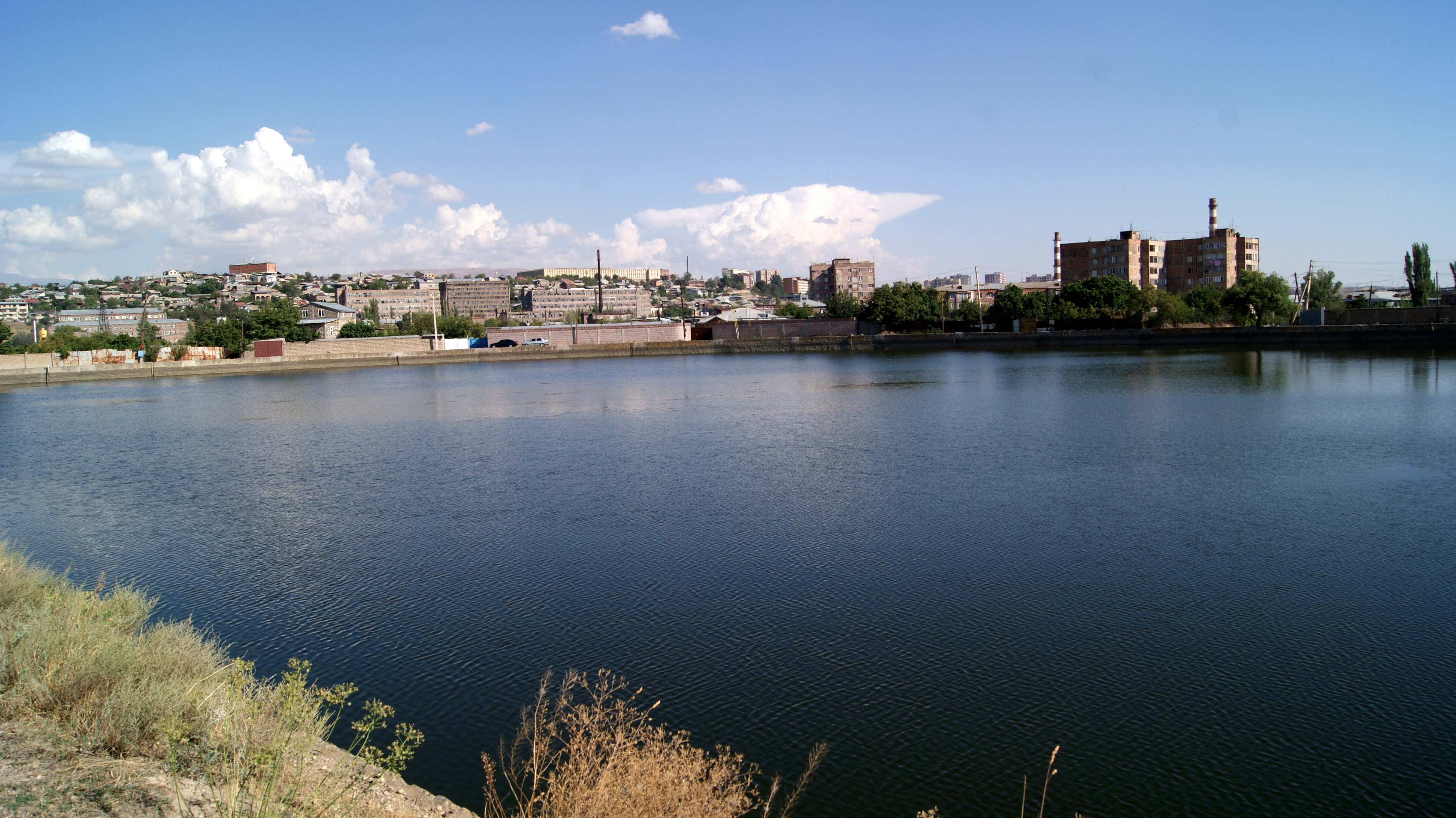
Viviendas en la represa de Kanaker

Siranush Atoian en armenio Սիրանուշ Աթոյան (Ajaltsije, Georgia, 17 de noviembre de 1904 - Ereván, 1985) fue una arquitecta armenia. Desde 1932 fue miembro de la Unión de Arquitectos de la RSS de Armenia.

## Formación
En 1931 egresó del Instituto Politécnico de Ereván.

## Obras
Entre 1952-1971 se desempeñó como especialista principal del Instituto Hay-bet-najaguidz (Proyecto-estatal-armenio)
- Realizó el proyecto de los edificios de viviendas de las centrales hidroeléctricas de Dzoraged y de Kanaker (en Ereván)
- Casas de la guardia militar de Dzoraget, en Ereván
- El Club de la Central Hidroeléctrica de Kanakerr
- Depósitos de distribución y venta de azúcar
- El gimnasio de la compañía «Пищевик» en Ereván
- Edificio del Jardín de infantes de la fábrica de agua mineral de Arzní
- Taller de reconstrucción de la fábrica de agua mineral Arzní[1]